# Herent
Herent ist eine belgische Gemeinde in der Provinz Flämisch-Brabant. Sie ist die Nachbarstadt der Provinzhauptstadt Löwen und umfasst die Teilgemeinden Herent, Veltem-Beisem und Winksele.

## Geschichte
Die Anfänge Herents lassen sich bis vor das 9. Jahrhundert zurückverfolgen. Im 13. Jahrhundert bestand Herent bereits als „Gemeinde“ mit eigenen Schöffen und Gemeindesiegel. Verwaltungstechnisch hing Herent vom Herzogtum Brabant ab.
1658 schenkte der spanische König Philipp IV. von Spanien die Gemeinde an René van Mol. Durch Erbschaft fiel Herent schließlich an die Barone van Spangen. 1687 erhielten sie dazu von König Karl II. von Spanien das Recht, den Namen „van Spangen“ mit dem der Gemeinde zu verbinden, was bis zur Französischen Revolution so blieb.
Die Einwohner Herents litten derweil unter den kriegerischen Auseinandersetzungen der Zeit. Angriffe auf die Stadt Löwen wurden meist von Herent aus verübt. Erst durch den Frieden von Utrecht, 1713, kam Ruhe in die Region.
Bis 1860 war Herent beinahe ausschließlich durch die Landwirtschaft geprägt. In der zweiten Hälfte des 19. Jahrhunderts setzte dann die Industrialisierung ein. Viele Einwohner begannen auch aus beruflichen Gründen nach Löwen, Brüssel oder Zaventem zu pendeln. 1866 erhielt die Gemeinde einen Bahnhof auf der Bahnstrecke Brüssel–Lüttich.
Am 1. Januar 1977 wurden die Teilgemeinden Veltem-Beisem, Winksele und Herent zur Gemeinde Herent zusammengefasst. Wijgmaal, welches bis dahin auch zu Herent gehört hatte, wurde der Stadt Löwen zugeschlagen.

## Söhne und Töchter der Stadt
- Bob Van Bael (1924–2002), belgischer Fernsehproduzent
- Dirk Sterckx (* 1946), Politiker (VLD)

## Weblinks

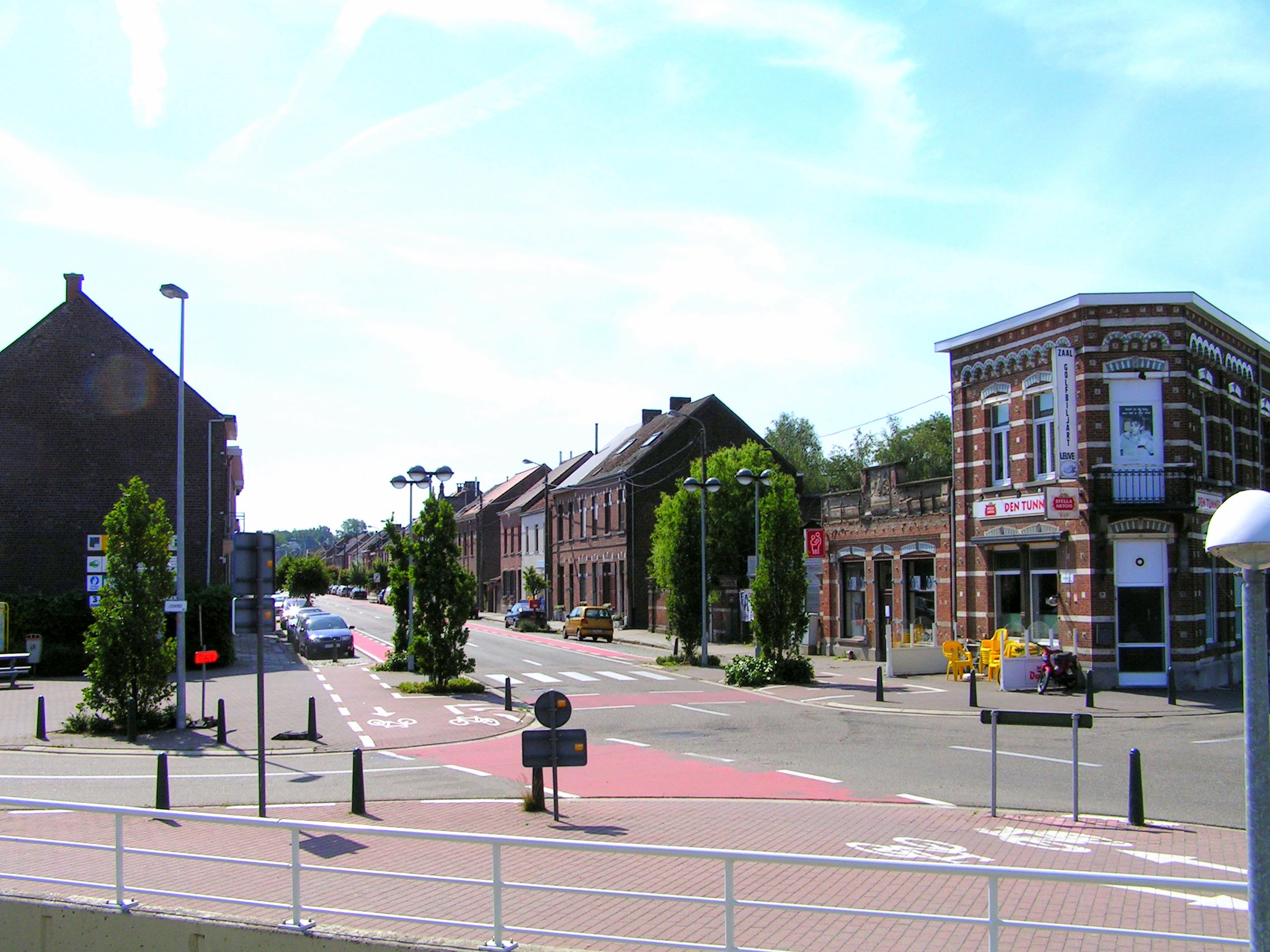
Mechelsesteenweg, Herent

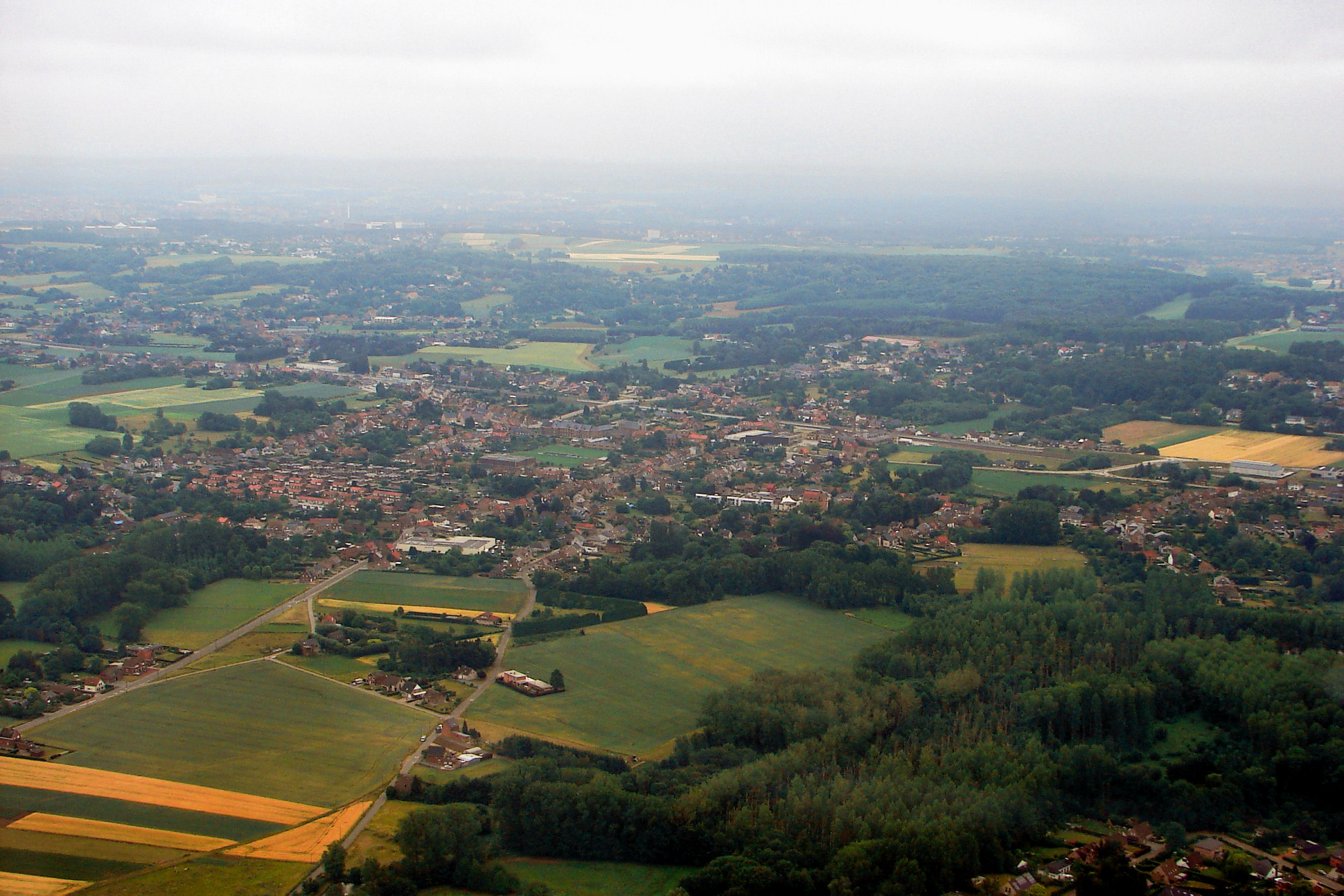
Veltem-Beisem